# Lilia Merodio Reza
Lilia Guadalupe Merodio Reza (Ciudad Juárez, Chihuahua, 19 de septiembre de 1978) es una política mexicana, miembro del Partido Revolucionario Institucional, fue diputada federal de 2006 a 2009 y senadora por Chihuahua de 2012 a 2018. Entre el 7 de septiembre de 2021 y el 13 de abril de 2022 fungió como secretaria de Desarrollo Rural del gobierno de Chihuahua.

## Biografía
Lilia Merodio es licenciada en Administración de Empresas, egresada de la Universidad Autónoma de Ciudad Juárez. Es miembro activo del PRI desde 1997.
Ha sido Consejera Política municipal y estatal del PRI, Jefa de registro de usuario de la Junta Municipal de Agua y Saneamiento de 2001 a 2002, regidora del Ayuntamiento de Ciudad Juárez de 2002 a 2004 y directora de Recursos Humanos del Ayuntamiento de 2004 a 2006, este último año fue electa diputada federal por el Distrito 2 de Chihuahua a la LX Legislatura que concluyó en 2009 y en la cual se desempeñó como secretaria de las comisiones de Comunicaciones; y Especial para el Seguimiento del Acuerdo Nacional para el Campo y al Capítulo Agropecuario del Tratado de Libre Comercio; así como integrante de las de Equidad y Género; de Juventud y Deporte; de Defensa Nacional; y de Población, Fronteras y Asuntos Migratorios.
Al término de dicho cargo fue postulada y electa senadora por el estado de Chihuahua en segunda fórmula, junto a Patricio Martínez García para el periodo comprendido entre 2012 y 2018, correspondiente a las Legislaturas LXII y LXIII. En el Senado fue presidenta de la comisión de Grupos Vulnerables; secretaria de las comisiones de Juventud y Deporte; de Salud; y de Anticorrupción y Participación Ciudadana; así como integrante de las de Comunicaciones y Transportes; de Hacienda y Crédito Público; y de Relaciones Exteriores, Asia-Pacífico.
En octubre de 2013, siendo senadora, votó a favor de la iniciativa de reforma fiscal presentada por el gobierno de Enrique Peña Nieto que incluye entre otras cosas la homologación de la tasa del Impuesto al Valor Agregado (IVA) en las zonas fronterizas —entre ellas Ciudad Juárez— con el resto del país, pasando de 11 a 16%, lo que fue rechazado por un importante sector de la ciudadanía que reclamaron su voto a la senadora por diversos medios y atacando sus oficinas de representación en Ciudad Juárez. Ante ello, declaró sentir en riesgo su seguridad y pidió garantías para la misma al presidente Enrique Peña Nieto, misma que fue garantizada por el Secretario de Gobernación, Miguel Ángel Osorio Chong.
En 2018 fue postulada candidata a diputada federal por el PRI en representación del Distrito 3 de Chihuahua, no logrando obtener el triunfo que correspondió a la candidata de la coalición Juntos Haremos Historia, Claudia Lastra Muñoz; y en 2021, fue nuevamente postulada candidata a diputada federal, esta vez por la coalición Va por México en el Distrito 1 de Chihuahua, y correspondiendo en esta ocasión la victoria a Daniel Murguía Lardizábal.
El 10 de septiembre de 2021, al asumir María Eugenia Campos Galván el cargo como gobernadora de Chihuahua, la nombró titular de la secretaría de Desarrollo Rural, cargo al que renunció el 13 de abril de 2022.